# Oeratmosfeer
Met de oeratmosfeer bedoelt men de atmosfeer die zich in het Hadeïcum, ongeveer 4 miljard jaar geleden, boven de aarde bevond. De oeratmosfeer werd gevormd door gassen die uit het inwendige van de aarde vrijkwamen. Dat waren in grote mate waterdamp, maar ook ammoniak, diwaterstof, methaan, stikstofgas, waterstofsulfide, koolstofdioxide en koolstofmonoxide.